# Extra Time
Extra Time è un inserto della Gazzetta dello Sport, distribuito insieme al quotidiano il martedì.

## Storia e contenuti
È nato nel 2011 per iniziativa di Andrea Monti, direttore della Gazzetta: il primo numero è uscito il 18 gennaio dello stesso anno.
Per quanto riguarda l'aspetto prettamente calcistico sono riportate le notizie dei maggiori campionati esteri d'Europa (Premier League, Liga, Ligue 1 e Bundesliga), del Sudamerica (Brasileiro e Primera Division argentina) e del calcio giovanile, insieme ad approfondimenti statistici e tattici, risultati e classifiche, interviste a giocatori e allenatori. L'inserto si occupa anche di argomenti extrasportivi: in particolare, presenta speciali (realizzati tramite inchieste e reportage) su realtà sociali come la politica, l'economia, la storia, la guerra, il razzismo e la salute.
La testata possiede anche un account su Twitter, in cui conta migliaia di fan da tutto il mondo. Nel 2013, è stato pubblicato un ebook contenente i primi 160 numeri.

## Partecipazioni
Il responsabile della redazione è Luca Curino, mentre il progetto grafico è ad opera di Domenico Coppola. Altri contributi, in particolare dall'estero, sono offerti da corrispondenti in Inghilterra, Spagna, Germania, Francia, Belgio, Paesi Bassi, Grecia, Portogallo, Turchia e Stati Uniti.